# Nenzlingen
Nenzlingen (schweizerdeutsch Aenzlige) ist eine politische Gemeinde im Bezirk Laufen des Kantons Basel-Landschaft in der Schweiz.

## Geographie

Historisches Luftbild von Werner Friedli von 1950

Nenzlingen liegt im Laufental auf 447 m ü. M. am Blauen-Südhang oberhalb des Flusses Birs. Nachbargemeinden sind Blauen BL, Brislach, Zwingen, Grellingen und Pfeffingen BL.

## Geschichte
Schon früh war das Gebiet von Nenzlingen bewohnt, fand man doch im Jahr 1944 in der Birsmatten-Basisgrotte ein Grab, das wahrscheinlich aus dem Mesolithikum (ca. 7500–7000 v. Chr.) stammt. Es fand sich das älteste Skelett einer Frau in der Schweiz.
Den Übergang über den Blattenpass zwischen dem Birstal und dem Laufental oberhalb der Gemeinde benutzten schon die Kelten und Römer.
Urkundlich wurde die Siedlung erstmals im Dezember 1298 erwähnt, als der Domdekan Heinrich von Bechburg seinem Sohn Konrad Land auf dem Bruderholz schenkte, welches an die Güter des Johannis dicti de Nenzlingen anstiess. Schon früh zerfiel die Burg auf dem Kuenisberg beim Blattenpass, vermutlich beim Erdbeben von Basel im Jahre 1356.
Im Jahr 1408 wurden die Herren Hans Ludemann von Rothberg und die Herren von Ramstein Lehensträger. 1462 erwarb der Bischof von Basel die südlich vom Blauen gelegenen Dörfer von Kaiser Friedrich III. als Reichslehen und schlug sie zur Vogtei Zwingen.
1792 marschierten die Franzosen im Laufental ein, und Nenzlingen gehörte zuerst zur Raurachischen Republik und ab 1793 zum Département Mont-Terrible. Im Jahr 1815 wurde das Dorf durch den Entscheid des Wiener Kongresses eidgenössisch und zum Kanton Bern geschlagen. In der Frage des Kantonswechsels des Laufentals stimmte die Gemeinde sowohl 1983 als auch 1989 dem Beitritt zum Kanton Basel-Landschaft zu. Der Wechsel erfolgte 1994.

## Wappen
Gespaltenes Schild: rechts rot mit einem silbernen Schlüssel, Herkunft ungeklärt – links silbern mit einem blauen Balken mit aufgesetzter halber blauer Lilie, das Wappen der Herrschaft Pfeffingen, zu der die Gemeinde einst gehörte. Das Wappen ist seit etwa 1900 bekannt und besteht in dieser Art seit 1946. Flagge: weissrotblau.

## Wirtschaft
Landwirtschaft, Pendler nach Laufen und Richtung Basel.

## Verkehr
Die Gemeinde liegt oberhalb des Eggfluetunnels. Unterwegs von Laufen nach Basel führt zwischen den Dörfern Zwingen und Grellingen eine Nebenstrasse ins Dorf. Die nächsten Bahnstationen an der Jurabahn befinden sich in Zwingen und Grellingen (je ca. 6 Kilometer).
Anschluss an die Aussenwelt hat die Gemeinde mit der Postauto-Linie 119. Diese hält an den beiden Haltestellen Unterdorf und Dorfplatz.
- 119 Laufen, Bahnhof – Dittingen – Blauen – Zwingen – Nenzlingen

In Zwingen besteht Anschluss an die Linie S 3  der S-Bahn Basel (nach Basel – Liestal – Olten und Laufen – Delsberg – Pruntrut). In Laufen besteht zusätzlich Anschluss an den 51 nach Biel/Bienne bzw. Basel SBB und an diverse weitere Buslinien.

## Sehenswürdigkeiten
- Barocke Dorfkirche St. Oswald
- Altes Schulhaus
- Aussichtspunkt Eggflue
- Glögglifels (etwa 1,2 km östlich des Dorfs)

## Persönlichkeiten
- Heinz Aebi (1950–2021), Lehrer, Verwaltungsangestellter und Politiker

## Einzelnachweise

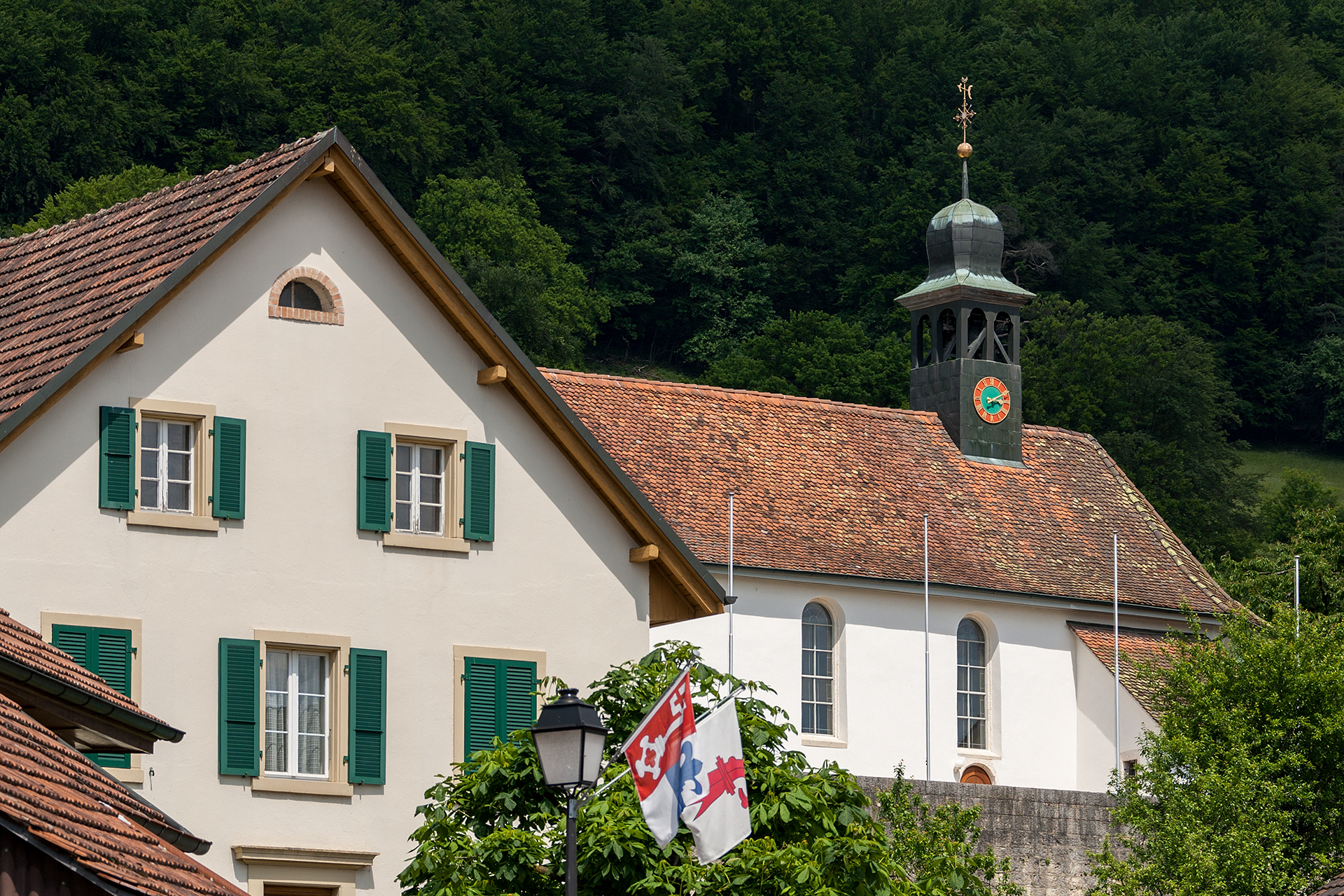
Nenzlinger Kirche von Südwesten
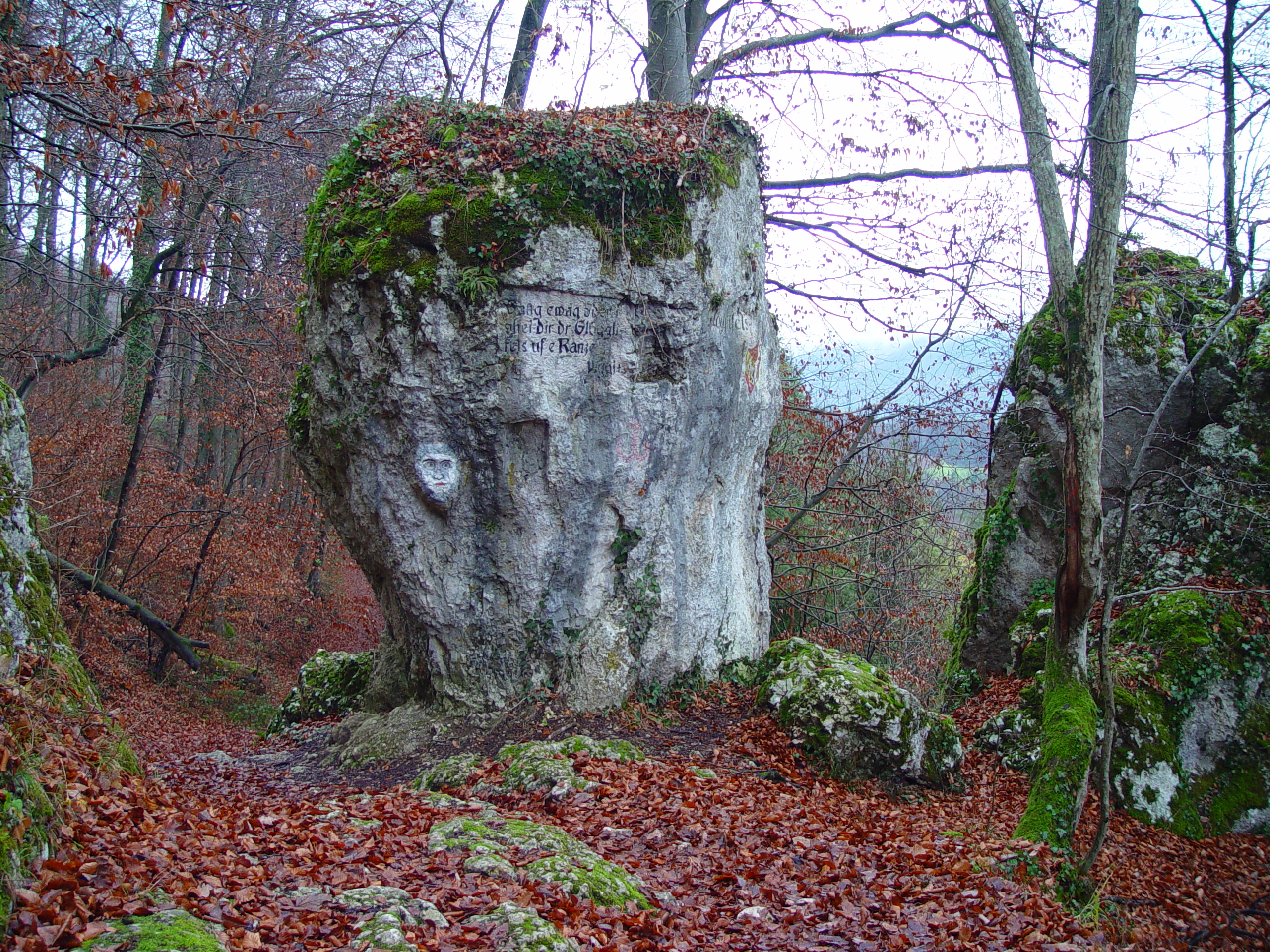
Glögglifels
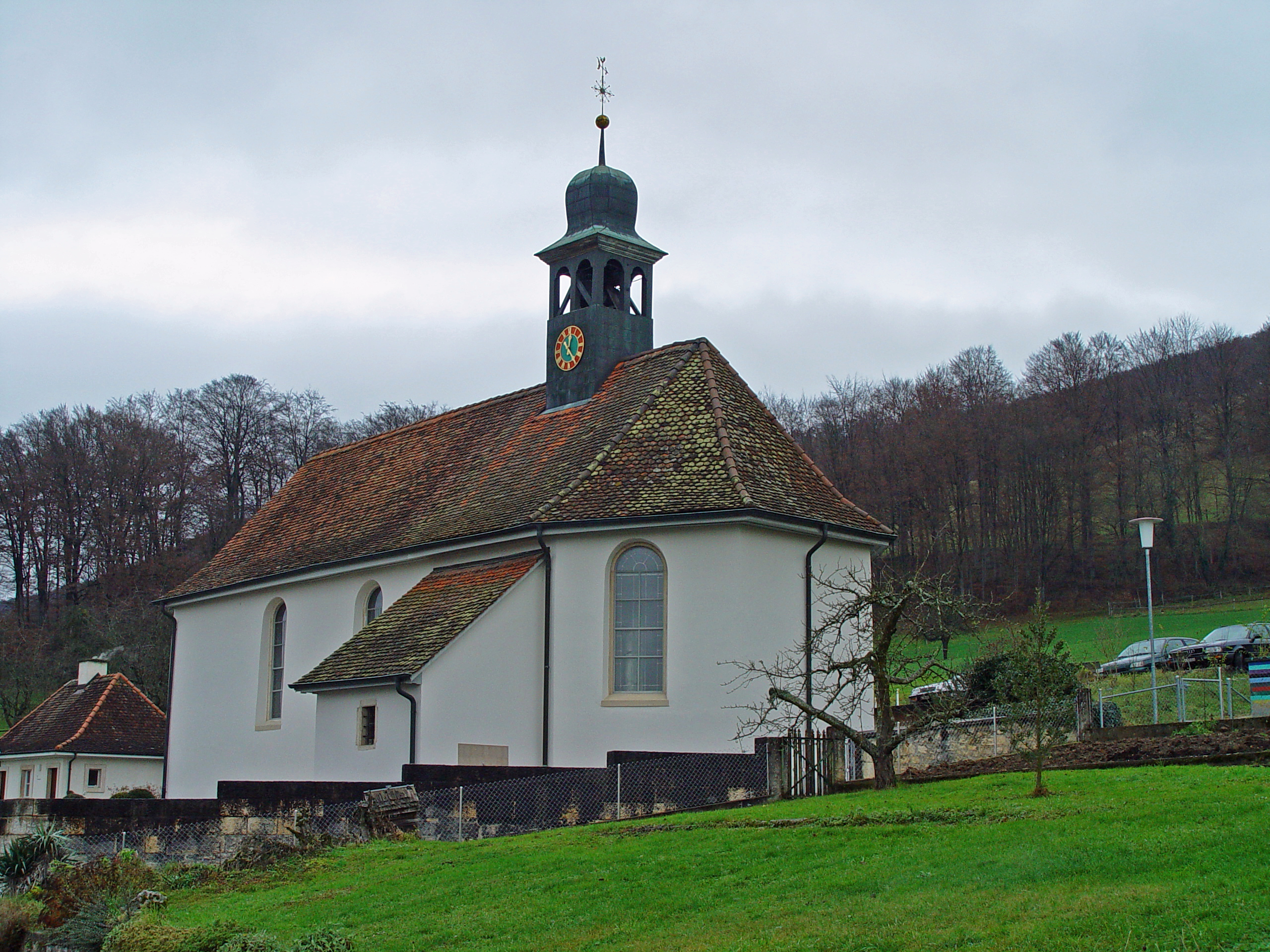
Nenzlinger Kirche von Südosten
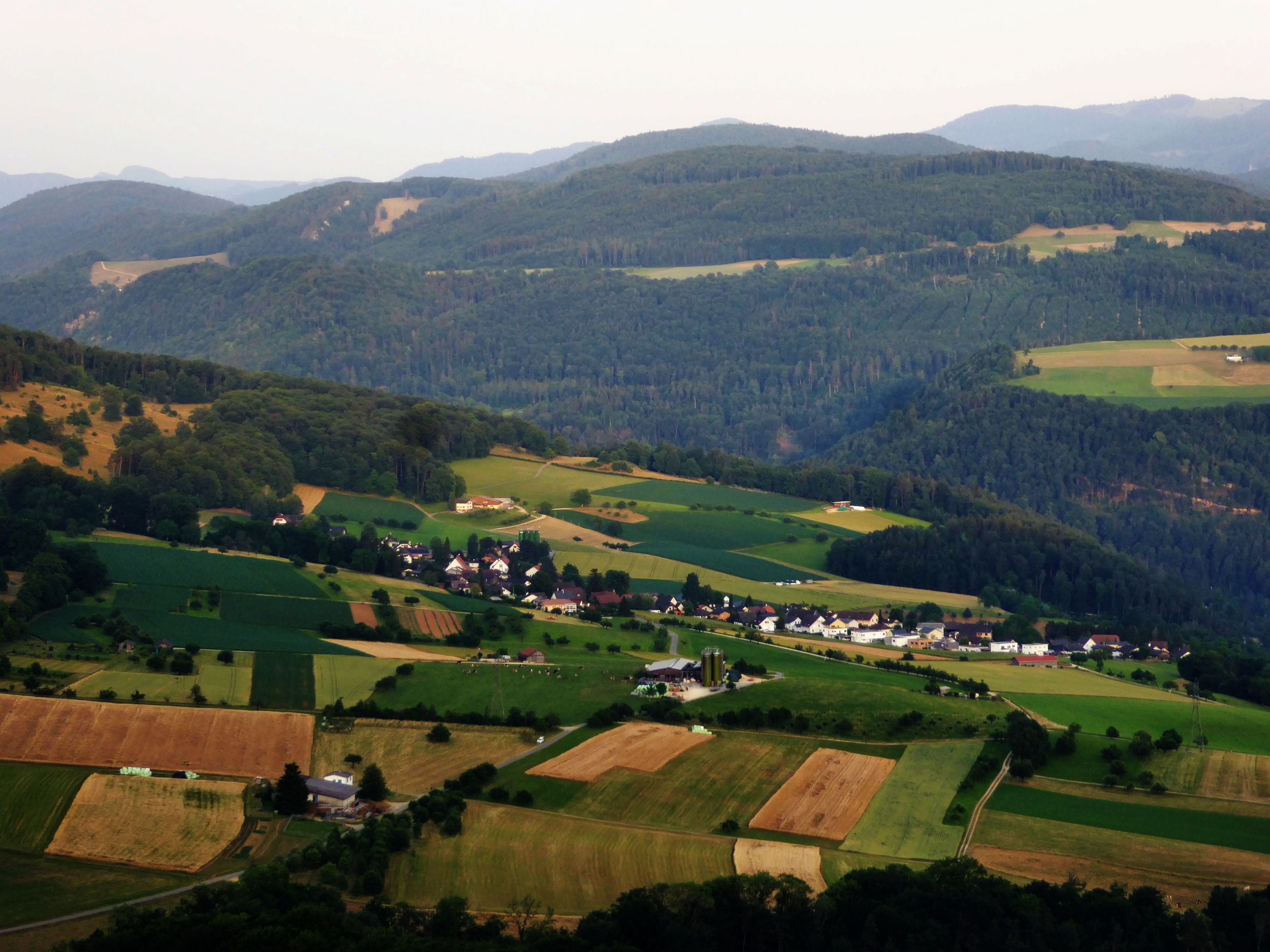
Ausblick nach Nenzlingen